# Francesco Rubini
(Francesco Rubini)
Francesco Rubini (Ruvo di Puglia, 19 maggio 1817 – Ruvo di Puglia, 8 agosto 1892) è stato un patriota, politico e avvocato italiano.

## Biografia

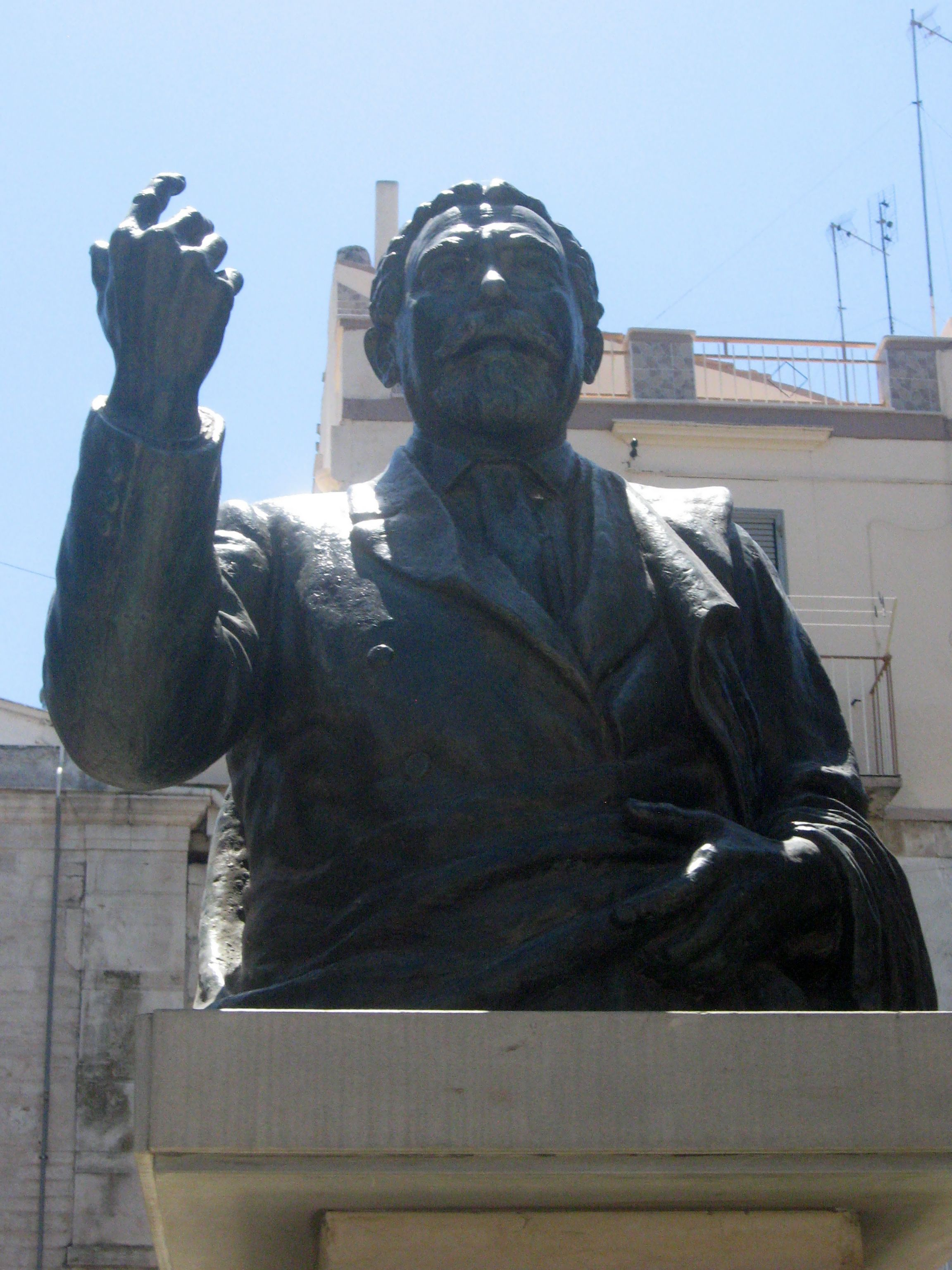
Monumento dedicato a Francesco Rubini in Largo Di Vagno a Ruvo di Puglia

Francesco Rubini nacque da Pasquale, contadino, e Maria Michela Bizzoca a Ruvo di Puglia dove crebbe. Dopo aver completato gli studi presso gli Scolopi, si trasferì a Napoli dove divenne avvocato penalista sotto la guida di Luigi Zuppetta. Si iscrisse dunque alla vendita carbonara ruvese "Perfetta fedeltà", la quale restò attiva anche dopo il decreto del 1821 attraverso cui Ferdinando I sciolse le società segrete. Rubini entrò successivamente anche nella Giovine Italia di Giuseppe Mazzini.
I patrioti ruvestini si riunivano nella chiesa della Madonna dell'Isola, poi distrutta, in cui si radunavano i fedeli che venivano incitati e coinvolti dalle accese orazioni di Rubini. Tuttavia dopo il 1848 la polizia borbonica fu informata di tali riunioni e costrinse alla fuga i cospiratori, tra cui lo stesso Francesco Rubini che si rifugiò a Corato. Nello stesso anno inoltre l'avvocato invitò il sindaco ad inviare due rappresentanti ruvesi alla Dieta di Bari, convocata dai liberali, ma l'azione fallì sia per i timori del sindaco e sia per via delle oscure manovre delle autorità borboniche.
Nel 1849 scattò l'arresto e fu processato con la singolare accusa di predicatore abbenché non prete e trasferito nelle carceri di Trani e dunque detenuto per quattordici mesi assieme ad altri patrioti e cospiratori della zona. Il 10 gennaio 1851 la corte di Trani deliberò il legittimo stato di accusa di Rubini ed altri quindici mazziniani. Rubini fu scarcerato il 20 giugno successivo ma sottoposto per oltre dieci anni alla vigilanza di polizia. Tuttavia riuscì a seguire le assemblee dei patrioti ruvesi che si svolgevano nelle varie masserie.
Il 6 settembre 1860, dopo la formazione del governo provvisorio nel Sud Italia, instaurato da Giuseppe Garibaldi, Rubini fu dallo stesso nominato governatore con pieni poteri e subito provvide a scarcerare tutti i liberali condannati dal generale Emilio Pallavicini. Inoltre costituì a Ruvo il triumvirato della "Nuova Italia" con Giovanni Jatta e Vincenzo Chieco e in seguito istituì la guarnigione ruvese della Guardia Nazionale di cui fu prima nominato comandante e poi primo maggiore per conto di Bettino Ricasoli, incarico mantenuto fino al 1866. Nello stesso giunse a Ruvo Menotti Garibaldi con l'intenzione di arruolare alcuni volontari per la terza guerra di indipendenza e fu dunque accolto da Rubini e Pasquale Cervone nella villa di quest'ultimo, che verrà in seguito chiamata Caprera.
Nel 1867 svolse a Ruvo i ruoli di giudice conciliatore e consigliere comunale, inoltre rifiutò la carica di prefetto e l'onorificenza di Cavaliere del Regno d'Italia, oltre ad un lauto stipendio, rispondendo così al Re Vittorio Emanuele II:
Per questo motivo fu chiamato "l'avvocato rinunziatutto" da Giovanni Bovio e Matteo Renato Imbriani. Ad unificazione completata si schierò con gli "Spinti di sinistra" nella politica comunale per poi dedicarsi all'istruzione degli analfabeti nelle scuole serali e alla difesa dei lavoratori e dei disoccupati. Passò gli ultimi anni della sua vita da solitario e deluso per la condizione dell'Italia post-unitaria. Morì nell'estate del 1892.